# KOffice
KOffice és un paquet d'aplicacions d'ofimàtica, és a dir un paquet ofimàtic, del projecte KDE, semblant a OpenOffice.org o a Microsoft Office. KOffice usa el format OASIS OpenDocument.
Per culpa de conflictes interns durant l'any 2010 la majoria de desenvolupadors del KOffice van crear una variant anomenada Calligra Suite i van abandonar el projecte original. Des de llavors el desenvolupament s'ha centrat en aquest paquet i el projecte KOffice s'ha abandonat, de fet el setembre de 2012 la web oficial KOffice.org va deixar d'estar en línia.

## Components de KOffice
KOffice inclou els següents components:
| KWord      | KWord          | Processador de textos. |
| KSpread    | KSpread        | Treball amb fulls de càlcul. |
| KPresenter | KPresenter     | Aplicació de presentacions. |
| Kivio      | Kivio          | Aplicació de diagrames. |
| Karbon14   | Karbon14       | Aplicació de dibuix vectorial. |
| Krita      | Krita          | Aplicació de manipulació d'imatges. |
| Kexi       | Kexi           | Aplicació de creació i edició visual de bases de dades. |
| Kugar      | Kugar i KChart | són respectivament un generador d'informes i una aplicació per crear gràfics que habitualment es fan servir de manera integrada amb una altra de les aplicacions del paquet. |
| KFormula   | KFormula       | Aplicació per crear fórmules matemàtiques. Igual que el Kugar i KChart s'acostuma a fer servir de manera integrada amb una altra de les aplicacions del paquet.              |
| KPlato     | KPlato         | Aplicació de gestió de projectes. |